# Sanger (Teksas)
Sanger je grad u američkoj saveznoj državi Teksas. Prema popisu stanovništva iz 2010. u njemu je živjelo 6.916 stanovnika.